# عنوان منطقي
العنوان المنطقي في علوم الحاسوب يقسم إلى ثلاثة حقول: حقل المقطع يحدد رقم المقطع وحقل الصفحة يحدد الصفحة داخل المقطع وحقل الكلمة يعطي الكلمة المحددة داخل الصفحة.
إن حقل الصفحة بـ (K) خانة يستطيع تحديد ما يزيد عن 2K صفحة .إن رقم المقطع ممكن أن يكون مرتبطا بصفحة واحدة فقط أو مع عدة صفحات وهكذا فإن طول المقطع سوف يختلف وفقا لرقم الصفحات المسندة له.
- -     - المطابقة للعنوان المنطقي ليصبح عنوان فيزيائي تتم من خلال أن رقم المقطع للعنوان المنطقي يحدد العنوان لجدول المقطع وكل مدخل في جدول المقطع عبارة عن عنوان مؤشر لقاعدة جدول الصفحة والتي بدورها تضاف لرقم الصفحة المعطى في العنوان المنطقي والمجموع يولد عنوان مؤشر لمدخل في جدول الصفحة. والقيمة التي توجد في جدول الصفحة تؤمن رقم البلوك في الذاكرة الفيزيائية والدمج لحقل البلوك مع حقل الكلمة يولد العنوان الفيزيائي المطابق النهائي إن جدولي المطابقة قد يخزنان في ذاكرتين صغيرتين منفصلتين أو في الذاكرة الرئيسية وفي كلا الحالتين فإن مرجعية الذاكرة في وحدة معالجة مركزية سوف تتطلب ثلاث مراحل للتعامل مع الذاكرة الأول جدول المقطع والآخر من جدول الصفحة الثالث من الذاكرة الرئيسية. وهذا بدوره سوف يبطئ النظام بشكل ملاحظ بالمقارنة مع النظام التركيبي والذي يتطلب مرحلة واحدة للوصول إلى الذاكرة.

لتجنب الخسارة في السرعة ، فإن ذاكرة ترابطية سريعة تكون مستخدمة لتخزين معظم المداخل المرجعية للجداول المستخدمة حاليا واختصارا تعرف بذاكرة TLB حيث أنه في أول مرة يتم فيها التعامل مع بلوك محدد يتم إدخال قيمته وكذلك المقطع المستجيب وعدد الصفحات . والنتيجة تنقل إلى الذاكرة الترابطية من أجل استخدامات مستقبلية.